# Asociación Internacional de Semiótica Visual
La Asociación Internacional de Semiótica Visual nació a partir de un intercambio de ideas entre Michel Costantini y Göran Sonesson durante el congreso de la Asociación Internacional de Semiótica que se realizó en Perpiñán, en el sur de Francia, en 1988. La Asociación Internacional de Semiótica Visual (International Association for Visual Semiotics, en inglés, Association internationale de sémiotique visuelle, en francés, las tres lenguas oficiales de la Asociación), cuya sigla es AISV-IAVS, fue oficialmente fundada como asociación según la ley francesa en 1989 en Blois, Francia, donde tuvo lugar su primer congreso internacional en 1990. El evento reunió en esa ocasión más de un centenar de semióticos visuales provenientes de todo el mundo. Se la llamó en ese entonces Asociación Internacional de Semiología de la Imagen, o AISIM, y su nombre fue cambiado en 1992.
Como se indica en su nombre (semiótica visual), el objetivo principal de la AISV es reunir a semióticos de todo el mundo que se interesan en las imágenes y, en términos generales, en la significación visual, sin privilegiar ninguna interpretación particular de la semiótica, y sin favorecer alguna tradición semiótica en particular.

## Los congresos
Luego del congreso fundacional de Blois, el segundo congreso de la AISV tuvo lugar en Bilbao, España, en 1992, en tanto que el tercer congreso se integró con el congreso internacional de la AIS-IASS (Asociación Internacional de Semiótica, International Association for Semiotic Studies) realizado en la Universidad de California en Berkeley, Estados Unidos, en 1994. Los congresos siguientes tuvieron lugar en São Paulo, Brasil (1996), Siena, Italia (1998), Quebec, Canadá (2001). El 7° congreso se realizó en México DF en 2003 y se continuó en las sesiones de 2004 en Lyon, en el transcurso del 8° Congreso de la Asociación Internacional de Semiótica. El 8° congreso tuvo lugar en Estambul en 2007, el 9° congreso se realizó en Venecia en 2010, el 10° en Buenos Aires en 2012, y el 11° en Lieja en 2015.
La AISV ha organizado también reuniones o sesiones junto con la Asociación Internacional de Semiótica del Espacio, principalmente durante el congreso de la AIS realizado en Dresde, Alemania, en octubre de 1999. Otras sesiones conjuntas se llevaron a cabo durante el congreso de la AISV en Quebec. La AISV también ha organizado sesiones de semiótica visual durante el congreso de la AIS en La Coruña (2009), y congresos regionales europeos en Lisboa en 2011 y Venecia en 2014.

## Cronología de congresos
| N.º | año  | ciudad, país                   | institución huésped u organizadora                |
| --- | ---- | ------------------------------ | ------------------------------------------------- |
| 1°  | 1990 | Blois, Francia                 | Ministère de la Culture et de la Communication    |
| 2°  | 1992 | Bilbao, España                 | Universidad del País Vasco                        |
| 3°  | 1994 | Berkeley (California), EE. UU. | Universidad de California, Berkeley               |
| 4°  | 1996 | São Paulo, Brasil              | Pontificia Universidad Católica de São Paulo      |
| 5°  | 1998 | Siena, Italia                  | Universidad de Siena                              |
| 6°  | 2001 | Quebec, Canadá                 | Universidad Laval                                 |
| 7°  | 2003 | México DF, México              | Tecnológico de Monterrey                          |
| 8°  | 2007 | Estambul, Turquía              | İstanbul Kültür Üniversitesi                      |
| 9°  | 2010 | Venecia, Italia                | Istituto Universitario di Architettura di Venezia |
| 10° | 2012 | Buenos Aires, Argentina        | Universidad de Buenos Aires                       |
| 11° | 2015 | Lieja, Bélgica                 | Universidad de Lieja                              |

## Otras reuniones o sesiones
| año  | ciudad, país      | organizador                                 | contexto                  |
| ---- | ----------------- | ------------------------------------------- | ------------------------- |
| 1999 | Dresde, Alemania  | Universidad Técnica de Dresde               | 7° Congreso IASS-AIS      |
| 2004 | Lyon, Francia     | Universidad Lumière Lyon 2                  | 8° Congreso IASS-AIS      |
| 2009 | La Coruña, España | Universidad de La Coruña                    | 10° Congreso IASS-AIS     |
| 2011 | Lisboa, Portugal  | Fundación Calouste Gulbenkian               | Congreso regional europeo |
| 2014 | Urbino, Italia    | Centro Internazionale di Scienze Semiotiche | Congreso regional europeo |

## Comité ejecutivo
El primer presidente de la AISV fue Michel Costantini en 1989. La primera presidenta electa en 1990 fue Fernande Saint-Martin, de la Universidad de Quebec en Montreal. El segundo presidente, electo durante el congreso de Berkeley en 1994, fue Jacques Fontanille, de la Universidad de Limoges. Ana Claudia de Oliveira, de la Pontificia Universidad Católica de São Paulo, fue nombrada presidente durante el congreso que tuvo lugar en São Paulo en 1996, y Paolo Fabbri, de la Universidad de Bolonia, lo fue igualmente en Siena en 1998. Jean-Marie Klinkenberg, de la Universidad de Lieja y miembro del Grupo µ, fue elegido presidente durante el congreso de Quebec en 2001 y ha sido confirmado en ese cargo por las asambleas generales reunidas en Lyon en 2004, Estambul en 2007 y Venecia en 2010. Le sucedió en la presidencia José Luis Caivano, de la Universidad de Buenos Aires, elegido durante el congreso de Buenos Aires en 2012. El actual presidente, Göran Sonesson, de la Universidad de Lund, fue elegido en el congreso de Lieja en 2015.

## Cronología de miembros del comité ejecutivo
| 1989-1990 (nombrados en Blois) - presidente: Michel Costantini - secretario: Jean-Jacques Huby - tesorera: Geneviève Cittanova |

| 1990-1992 (elegidos en Blois) - presidenta: Fernande Saint-Martin - vicepresidentes: Göran Sonesson, Claude Gandelman, Michel Costantini - secretario general: Jean-Jacques Huby - secretaria adjunta: Geneviève Cittanova - no se nombró tesorero |

| 1992-1994 (elegidos en Bilbao) - presidenta: Fernande Saint-Martin - vicepresidentes y secretarios (no diferenciados): Jean-Marie Klinkenberg, Göran Sonesson, Claude Gandelman, José María Nadal |

| 1994-1996 (elegidos en Berkeley) - presidente: Jacques Fontanille - vicepresidentes: Göran Sonesson, Claude Gandelman, José María Nadal, Jean-Marie Klinkenberg - secretario general: Michel Costantini - secretaria ejecutiva: Ana Claudia Mei Alves de Oliveira - secretario adjunto: Kim Young Hae - delegado de finanzas: Pascal Sanson |

| 1996-1998 (elegidos en São Paulo) - presidenta: Ana Claudia Mei Alves de Oliveira - vicepresidentes: Oscar Steimberg, Michel Costantini - secretaria general: Lucia Corrain - secretario adjunto: Kim Young Hae - tesorero: Stefano Montes |

| 1998-2001 (elegidos en Siena) - presidente: Paolo Fabbri - vicepresidentes: Eduardo Peñuela Cañizal, Marie Carani, Michel Costantini, Ana Claudia Mei Alves de Oliveira, Göran Sonesson, Oscar Steimberg - secretario general: Manar Hammad - secretario adjunto: Kim Young Hae - delegada de finanzas: Martine Joly |

| 2001-2004 (elegidos en Quebec) - presidente: Jean-Marie Klinkenberg - vicepresidentes: Eduardo Peñuela Cañizal, Marie Carani, José Luis Caivano, Julieta Haidar, François Jost, Pascal Sanson - secretario ejecutivo: Göran Sonesson - tesorero: Michel Costantini |

| 2004-2007 (elegidos en Lyon) - presidente: Jean-Marie Klinkenberg - vicepresidentes: Eduardo Peñuela Cañizal, Marie Carani, José Luis Caivano, Pascal Sanson, Alfredo Cid Jurado - secretario general: Göran Sonesson - tesorero: Michel Costantini |

| 2007-2010 (elegidos en Estambul) - presidente: Jean-Marie Klinkenberg - vicepresidentes: José Luis Caivano, Eduardo Peñuela Cañizal, Pascal Sanson, Alfredo Cid Jurado, Nükhet Güz, Rocco Mangieri - secretario general: Göran Sonesson - tesorero: Michel Costantini |

| 2010-2012 (elegidos en Venecia) - presidente: Jean-Marie Klinkenberg - vicepresidentes: José Luis Caivano, Eduardo Peñuela Cañizal, Alfredo Cid Jurado, Nükhet Güz, Rocco Mangieri, Isabel Marcos, Tiziana Migliore - secretario general: Göran Sonesson - tesorero: Michel Costantini |

| 2012-2015 (elegidos en Buenos Aires) - presidente: José Luis Caivano - vicepresidentes: Alfredo Cid Jurado, Maria Giulia Dondero, Rengin Kucukerdogan, Eduardo Peñuela Cañizal, Rocco Mangieri, Isabel Marcos, Tiziana Migliore - secretario general: Göran Sonesson - tesorera: Lynn Bannon |

| 2015-2018 (elegidos en Lieja) - presidente: Göran Sonesson - vicepresidentes: Alfredo Cid Jurado, Rengin Kucukerdogan, Rocco Mangieri, Isabel Marcos, Tiziana Migliore, Anne Beyaert-Geslin, Elizabeth Harkot-de-la-Taille - secretaria general: Maria Giulia Dondero - tesorera: Everardo Reyes |

## Publicaciones
En sus inicios, la AISV utilizó la revista EIDOS, Bulletin international de sémiologie de l’image, creada con anterioridad por el grupo de investigación de Blois que llevaba el mismo nombre (Universidad François-Rabelais, Tours), como órgano de investigación. Sin embargo, luego de 1996, la AISV comenzó a publicar su revista oficial, VISIO, Revue internationale de sémiotique visuelle, con el apoyo financiero y logístico del CRSHC y del CÉLAT de la Facultad de Letras de la Universidad Laval, en Quebec. 
VISIO ha publicado 4 números temáticos por año, de 1996 a 2002, bajo la dirección de editores invitados, y han aceptado artículos escritos en las tres lenguas oficiales: francés, inglés y español. Fernande Saint-Martin, de la Universidad de Quebec en Montreal, fue la directora general, y Marie Carani, de la Universidad Laval, la directora editorial. El comité honorario ha estado compuesto por Hubert Damisch, Umberto Eco y Boris Uspensky. En el comité editorial han figurado José Luis Caivano, de la Universidad de Buenos Aires, Michel Costantini, de la Universidad de París VIII, Jacques Fontanille, de la Universidad de Limoges, Donald Preziosi, de la Universidad de California en Los Ángeles, y Göran Sonesson, de la Universidad de Lund. Los miembros del comité editorial son asistidos por un consejo científico internacional compuesto por más de 70 especialistas de semiótica general y visual distribuidos en todo el mundo.

## Enlaces
- Sitio web: http://aisviavs.wordpress.com/

- Datos: Q2867813